# Wiveliscombe
Wiveliscombe är en stad och civil parish i Somerset i England. Orten har 2 893 invånare (2011). Byn nämndes i Domedagsboken (Domesday Book) år 1086, och kallades då Wivelescome/Wivelescoma.